# 폴카닷 스팅레이
폴카닷 스팅레이(POLKADOT STINGRAY, ポルカドットスティングレイ)는 일본 후쿠오카시 출신의 유니버설 시그마 소속 록 밴드이다. 밴드의 멤버는 시즈쿠(기타 및 보컬), 에지마 하루시(기타), 우에무라 유키(베이스), 미츠야스 카즈마(드럼)로 구성되어 있다.

## 음반
- 전지전능(全知全能)
- 유정천(有頂天)
- 나니모노(何者)
- 춤추듯이(踊る様に)